# Podróżując pod księżycem przez inny świat
Podróżując pod księżycem przez inny świat (jap. 月が導く異世界道中 Tsuki ga michibiku isekai dōchū) – seria light novel napisana przez Keia Azumiego i zilustrowana przez Mitsuakiego Matsumoto, publikowana w serwisie Shōsetsuka ni narō, a następnie przejęta przez AlphaPolis, które wydaje ją od maja 2013.
Adaptacja w formie mangi z ilustracjami Kotory Kino ukazuje się od 2015 w serwisie AlphaPolis.
Na podstawie powieści studio C2C wyprodukowało serial anime, który emitowany był od lipca do września 2021. Drugi sezon wyprodukowało studio J.C.Staff, natomiast jego emisja trwała od stycznia do czerwca 2024. Zapowiedziano powstanie trzeciego sezonu.

## Bohaterowie
- Makoto Misumi (jap. 深澄真 Misumi Makoto)

Seiyū: Natsuki Hanae 
- Tomoe (jap. 巴)

Seiyū: Ayane Sakura 
- Mio (jap. 澪)

Seiyū: Akari Kitō 
- Shiki (jap. 識)

Seiyū: Kenjirō Tsuda 
- Emma (jap. エマ Ema)

Seiyū: Saori Hayami 
- Beren (jap. ベレン)

Seiyū: Shinpachi Tsuji 
- Toa (jap. トア)

Seiyū: Yurika Kubo 
- Rinon (jap. リノン)

Seiyū: Aiko Ninomiya 
- Bogini (jap. 女神 Megami)

Seiyū: Reina Ueda 
- Tsukuyomi-no-Mikoto (jap. 月読命)

Seiyū: Tomoaki Maeno 
- Hazal (jap. ハザル Hazaru)

Seiyū: Yūki Shin 
- Louisa (jap. ルイザ Ruiza)

Seiyū: Yuna Kamakura 
- Ranina (jap. ラニーナ Ranīna)

Seiyū: Saika Kitamori 
- Patrick Rembrandt (jap. パトリック・レンブラント Patorikku Renburanto)

Seiyū: Kazuhiko Inoue 
- Morris (jap. モリス Morisu)

Seiyū: Masaharu Satō 
- Lime Latte (jap. ライム・ラテ Raimu Rate)

Seiyū: Taku Yashiro 
- Aqua (jap. アクア Akua)

Seiyū: Lynn 
- Eris (jap. エリス Erisu)

Seiyū: Minami Tanaka 
- Sofia Bulga (jap. ソフィア・ブルガ Sofia Buruga)

Seiyū: Miyuki Sawashiro 
- Lancer (jap. ランサー Ransā) / Mitsurugi (jap. 御剣 Mitsurugi)

Seiyū: Sōma Saitō 

## Light novel
Kei Azumi rozpoczął publikację serii w lutym 2012 za pośrednictwem serwisu Shōsetsuka ni narō. Później została przejęta przez AlphaPolis i wydana jako light novel, której pierwszy tom ukazał się 28 maja 2013. Według stanu na 30 czerwca 2024, do tej pory wydano 20 tomów.
| Nr  | Data wydania (język japoński) | ISBN (język japoński)  |
| --- | ----------------------------- | ---------------------- |
| 1   | 28 maja 2013                  | ISBN 978-4-4341-7953-2 |
| 2   | 3 października 2013           | ISBN 978-4-4341-8369-0 |
| 3   | 4 lutego 2014                 | ISBN 978-4-4341-8860-2 |
| 4   | 2 czerwca 2014                | ISBN 978-4-4341-9324-8 |
| 5   | 10 lutego 2015                | ISBN 978-4-4341-9771-0 |
| 6   | 30 maja 2015                  | ISBN 978-4-4342-0673-3 |
| 7   | 3 września 2015               | ISBN 978-4-4342-0960-4 |
| 8   | 12 grudnia 2015               | ISBN 978-4-4342-1315-1 |
| 8,5 | 28 marca 2016                 | ISBN 978-4-4342-1772-2 |
| 9   | 29 lipca 2016                 | ISBN 978-4-4342-2262-7 |
| 10  | 30 listopada 2016             | ISBN 978-4-4342-2683-0 |
| 11  | 31 marca 2017                 | ISBN 978-4-4342-3157-5 |
| 12  | 31 lipca 2017                 | ISBN 978-4-4342-3597-9 |
| 13  | 30 listopada 2017             | ISBN 978-4-4342-4023-2 |
| 14  | 5 kwietnia 2018               | ISBN 978-4-4342-4446-9 |
| 15  | 30 października 2020          | ISBN 978-4-4342-4921-1 |
| 16  | 30 czerwca 2021               | ISBN 978-4-4342-9005-3 |
| 17  | 30 września 2021              | ISBN 978-4-4342-9400-6 |
| 18  | 5 sierpnia 2022               | ISBN 978-4-4343-0753-9 |
| 19  | 31 grudnia 2023               | ISBN 978-4-4343-2314-0 |
| 20  | 30 czerwca 2024               | ISBN 978-4-4343-4088-8 |

## Manga
Adaptacja w formie mangi z ilustracjami Kotory Kino ukazuje od 2015 roku w serwisie AlphaPolis. Następnie jej rozdziały zostały zebrane do wydań w formacie tankōbon, których pierwszy tom ukazał się 29 lutego 2016. Według stanu na 28 lutego 2025, do tej pory wydano 15 tomów.
W Polsce prawa do dystrybucji mangi nabyło wydawnictwo Waneko.
| Nr | Język japoński       | Język japoński         | Język polski     | Język polski |
| Nr | Data wydania         | ISBN                   | Data wydania     | ISBN         |
| -- | -------------------- | ---------------------- | ---------------- | ------------ |
| 1  | 29 lutego 2016       | ISBN 978-4-4342-1604-6 | 19 września 2025 |              |
| 2  | 31 października 2016 | ISBN 978-4-4342-2470-6 | —                |              |
| 3  | 30 czerwca 2017      | ISBN 978-4-4342-3287-9 | —                |              |
| 4  | 28 lutego 2018       | ISBN 978-4-4342-4184-0 | —                |              |
| 5  | 31 października 2018 | ISBN 978-4-4342-5105-4 | —                |              |
| 6  | 30 czerwca 2019      | ISBN 978-4-4342-5990-6 | —                |              |
| 7  | 29 lutego 2020       | ISBN 978-4-4342-7015-4 | —                |              |
| 8  | 31 października 2020 | ISBN 978-4-4342-8011-5 | —                |              |
| 9  | 30 czerwca 2021      | ISBN 978-4-4342-9014-5 | —                |              |
| 10 | 28 lutego 2022       | ISBN 978-4-4342-9999-5 | —                |              |
| 11 | 31 października 2022 | ISBN 978-4-4343-1025-6 | —                |              |
| 12 | 31 lipca 2023        | ISBN 978-4-4343-2322-5 | —                |              |
| 13 | 31 grudnia 2023      | ISBN 978-4-4343-3120-6 | —                |              |
| 14 | 30 czerwca 2024      | ISBN 978-4-4343-4087-1 | —                |              |
| 15 | 28 lutego 2025       | ISBN 978-4-434-35336-9 | —                |              |

## Anime
Adaptacja w formie telewizyjnego serialu anime została zapowiedziana 20 października 2020. Seria została zanimowana przez studio C2C i wyreżyserowana przez Shinjiego Ishihirę. Scenariusz napisał Kenta Ihara, postacie zaprojektował Yukie Suzuki, natomiast muzykę skomponował Yasuharu Takanashi. Serial był emitowany był od 7 lipca do 22 września 2021 na antenie Tokyo MX i innych stacjach. Prawa do streamingu nabył serwis Crunchyroll. 27 kwietnia 2022 Crunchyroll ogłosił, że seria otrzyma angielski dubbing, którego premiera odbyła się następnego dnia.
Po emisji ostatniego odcinka ogłoszono powstanie drugiego sezonu serialu. Animacją zajęło się studio J.C.Staff, a główna ekipa produkcyjna pierwszego sezonu powróciła do prac nad serialem. Emisja rozpoczęła się 8 stycznia i zakończyła 25 czerwca 2024, licząc 25 odcinków.
Po emisji ostatniego odcinka zapowiedziano powstanie sezonu trzeciego.

### Ścieżka dźwiękowa
| Nr             | Tytuł                  | Wykonawcy             | Źródło   |
| Czołówka       | Czołówka               | Czołówka              | Czołówka |
| -------------- | ---------------------- | --------------------- | -------- |
| 1              | „Gamble”               | syudou                | [ 49 ]   |
| 2              | „Utopia”               | Keina Suda            | [ 47 ]   |
| 3              | „Reversal”             | syudou                | [ 50 ]   |
| Napisy końcowe |                        |                       |          |
| 1              | „Beautiful Dreamer”    | Ezoshika Gourmet Club | [ 49 ]   |
| 2              | „My Factor”            | Kent Itō              | [ 47 ]   |
| 3              | „Jōshiki hazure Human” | Kaori Maeda           | [ 50 ]   |